# Cârstani
Cârstani – wieś w Rumunii, w okręgu Aluta, w gminie Colonești. W 2011 roku liczyła 174 mieszkańców.